# Jugando con fuego (película)
Playing with Fire es una película de comedia familiar estadounidense de 2019 dirigida por Andy Fickman a partir de un guion de Dan Ewen y Matt Lieberman basado en la historia de Ewen. La película está protagonizada por John Cena, Keegan-Michael Key, John Leguizamo, Brianna Hildebrand, Dennis Haysbert y Judy Greer, y sigue a un grupo de bomberos paracaidistas que deben vigilar a tres niños que han sido separados de sus padres después de un accidente.
Es la tercera película de Walden Media de Nickelodeon Movies, después de La Telaraña de Charlotte y Dora y la ciudad perdida.
La película fue estrenada en cines por Paramount Pictures el 8 de noviembre de 2019 en los Estados Unidos. Tras su lanzamiento, la película recibió críticas negativas de críticos y audiencias, y recaudó $68 millones en todo el mundo con un presupuesto de producción de casi $30 millones.

## Argumento
El superintendente Jake "Supe" Carson es el comandante de un grupo de bomberos paracaidistas en bosques remotos de California. Carson es capaz de enfrentar una crisis y se enorgullece enormemente de su trabajo, se sumerge en situaciones peligrosas para rescatar a civiles junto a su equipo: Mark Rogers, el nervioso y neurótico Rodrigo Torres y "Axe", un gran mudo que lleva su hacha de bombero a todas partes. Después de rescatar a tres niños de una cabaña en llamas, el comandante de división universalmente admirado Richards se pone en contacto con Carson. Richards elogia el trabajo de Carson y preselecciona a Carson por su reemplazo, el trabajo soñado de Carson.
Rogers le informa a Carson que son responsables del bienestar de los niños Brynn, Will y Zoey bajo las "Leyes SafeHaven", que requieren que las fuerzas del orden y los socorristas cuiden a los niños hasta que sean entregados a un padre o tutor. Carson deja un mensaje de voz para la madre de los niños, quien responde que están en camino. Los intentos de Carson de completar su solicitud para comandante de división se ven perjudicados por los niños que corren descontrolados por la estación, y la llegada de la exnovia de Carson, la doctora ambiental Amy Hicks, un local que protesta contra los saltadores de humo que toman agua de hábitats de sapos en peligro de extinción para combatir incendios. Carson intenta descargar a los niños en Hicks, quien se niega.
A pesar del caos, el resto de los saltadores de humo comienzan a unirse con los niños, con Zoey calentando al brutal Hacha y Torres enseñando a Will cómo navegar en situaciones peligrosas. Brynn rinde homenaje a la admiración de Rogers por Carson, pero luego se escapa en el ATV de la estación, derramando aceite y cortando neumáticos para evitar ser perseguido. Carson los atrapa en la bicicleta de una niña pequeña y acorrala a los niños en un camino de tierra. A petición de Will, Brynn admite que son huérfanos huyendo del hogar de acogida, por temor a que se separen. Los mensajes de texto eran de Brynn misma. El grupo acampa durante la noche y Carson promete esperar a llamar a Servicios para Niños hasta después del cumpleaños de Zoey en dos días.
El grupo se prepara para el cumpleaños de Zoey, y los cuatro saltadores de humo también compran regalos para Brynn y Will. Luego, Carson le cuenta a Will un cuento antes de acostarse sobre un yeti que estaba casado con su trabajo, tenía un hijo y luego murió en el trabajo porque estaba distraído por tener una familia. Brynn y Hicks están conmovidos por la historia, que encaja con las circunstancias de la muerte del padre de Carson y la incapacidad de Carson para formar relaciones. La fiesta de cumpleaños al agua se ve interrumpida por la llegada inesperada de Richards y Child Services. Los niños huyen en el auto de Richards y salen corriendo de la carretera en un acantilado. Brynn está atrapada en su cinturón de seguridad. Carson se lanza en paracaídas para rescatarlos y, con la ayuda de Will, libera a Brynn antes de que el auto pueda rodar por el acantilado.
De vuelta en la estación, Hicks y los otros saltadores de humo se despiden emocionalmente de los niños. Richards le dice a Carson que la familia puede ser una fuente de apoyo y que la vida es mucho más que trabajar. Inspirado, Carson se niega a entregar a los niños a Servicios para Niños bajo las leyes de Safe Haven y propone un plan para adoptar a los tres. Algún tiempo después, Carson y Hicks se casan con los saltadores de humo y sus hijos adoptivos.

## Reparto
- John Cena como Jake "Supe" Carson.
- Keegan-Michael Key como Mark Rogers.
- John Leguizamo como Rodrigo Torres.
- Brianna Hildebrand como Brynn.
- Dennis Haysbert como Comandante Richards.
- Judy Greer como la Dra. Amy Hicks
- Tyler Mane como Axe.
  - Paul Potts como la voz de ópera de Axe.
- Christian Convery como Will.
- Finley Rose Slater como Zoey.
- Molly Shannon como Mujer (cameo sin acreditar).

## Producción
La película se anunció en octubre de 2018 cuando John Cena fue elegido para protagonizar la película. Andy Fickman fue contratado para dirigir el próximo mes.
Para enero de 2019, Brianna Hildebrand, Judy Greer, Keegan-Michael Key, Edoardo Carfora, Christian Convery y John Leguizamo se unieron al elenco. A Rob Gronkowski se le ofreció un papel en la película, pero lo rechazó debido a conflictos de programación.
La filmación comenzó el 4 de febrero de 2019 en Burnaby, Columbia Británica, y concluyó el 29 de marzo. Los efectos visuales y la animación fueron realizados en postproducción por Industrial Light & Magic.

## Estreno
La película se estrenaría originalmente el 20 de marzo de 2020, pero luego se trasladó al 8 de noviembre de 2019, asumiendo la fecha de lanzamiento original de Sonic, la película.

## Recepción

### Taquilla
A partir del 23 de enero de 2020, Playing with Fire ha recaudado $44.5 millones en los Estados Unidos y Canadá, y $17.9 millones en otros territorios, para un total mundial de $62.3 millones.
En los Estados Unidos y Canadá, la película se estrenó junto con Doctor Sueño, Midway: Batalla en el Pacífico y Last Christmas, y se proyectó que recaudaría entre 7 y 10 millones de dólares de 3125 teatros en su primer fin de semana. Ganó $3.6 millones en su primer día, incluidos $500,000 de los avances de la noche del jueves. Luego debutó con $12.8 millones, superando las proyecciones y también terminando tercero en la taquilla. En su segundo fin de semana, la película ganó $8.6 millones, terminando cuarto detrás de Ford v Ferrari, Midway: Batalla en el Pacífico y Ángeles de Charlie.

### Crítica
En el sitio web del agregador de reseñas Rotten Tomatoes, la película tiene una calificación de aprobación del 21% basada en 70 reseñas, con una calificación promedio de 3.93/10. El consenso de críticos del sitio web dice: "Playing with Fire, lamentablemente, es incinerado por el infierno catastrófico de su propia existencia repugnante". Metacritic asignó a la película una puntuación promedio ponderada de 24 de cada 100, basada en 14 críticos, lo que indica "críticas generalmente desfavorables". El público encuestado por CinemaScore le dio a la película una calificación promedio de "B+" en una escala de A+ a F, mientras que aquellos en PostTrak le dieron un promedio de 2.5 de 5 estrellas. Wendy Ide para The Observer le dio a la película una estrella, describiendo la premisa como "más que inepto" y calificándola de "(a) contendiente tardío para la peor película del año".